# Toms Leimanis
Toms Elvis Leimanis (Ventspils, Letonia, 7 de agosto de 1994) es un jugador de baloncesto con nacionalidad letona. Con 1,90 metros de altura juega en la posición de base y escolta. Actualmente forma parte de la plantilla del Obradoiro CAB de la Primera FEB. Es internacional con la selección de Letonia.

## Trayectoria
Es un jugador que es capaz de jugar de tanto de base como de escolta, formado en BK Ventspils y que jugaría varias temporadas en la Latvijas Basketbola līga, alternando el equipo de su ciudad natal con el BK Liepājas lauvas hasta en dos ocasiones. 
En la temporada 2018-19 abandona por primera vez Letonia para jugar en la segunda división griega, en las filas del Koroivos, donde cosecharía grandes números, con 16 puntos por partido, cinco asistencias y 3,5 rebotes, con un acierto de más 40% en los lanzamientos triples.
En julio de 2019, se convierte en jugador del Club Baloncesto Ciudad de Valladolid de la Liga LEB Oro.
En julio de 2020, firma por el BC Tsmoki-Minsk de la VTB United League.
El 12 de agosto de 2022, firma por el CB Estudiantes de la Liga LEB Oro.
El 28 de junio de 2024, firma por el Obradoiro CAB de la Liga LEB Oro.